# Andrew Yeom Soo-jung
Andrew Yeom Soo-Jung (염수정 en coreano) (5 de diciembre de 1943) es el arzobispo emérito de Seúl y primado de facto de Corea desde su nombramiento el 10 de mayo de 2012 por el Papa Benedicto XVI. Yeom sucedió al arzobispo emérito el cardenal Nicholas Cheong Jinsuk y es el quinto arzobispo de Seúl nativo de Corea. En la jerarquía católica, el Arzobispo Metropolitano de Seúl también sirve como administrador apostólico de la Diócesis de Pionyang en Corea del Norte. Aparte de ser Arzobispo, también era el presidente de la Peace Broadcasting Corporation (평화방송 o PBC) un Canal de Radio y Televisión Católica en Corea del Sur, fundado en 1990.

## Biografía
Yeom Soo-jung nació en Anseong, provincia de Gyeonggi, en una familia católica devota, descendientes de Peter Yeom Seok-tae y su esposa Kim Maria quienes fueron arrestados y ejecutados en 1850 por su fe católica. La familia Yeom ha mantenido su creencia religiosa para las generaciones a través de la persecución, lo que lleva al Arzobispo Yeom, a la quinta generación de católicos, para entrar en el sacerdocio. Sus dos hermanos menores Yeom Soo-wan y Yeom Soo-eui también le han seguido, que actualmente encabeza dos diócesis en Seúl. A la edad de 15 años, Yeom decidió hacerse sacerdote y entró en el seminario. Se graduó en la Universidad Católica de Corea en 1970, antes de ser ordenado sacerdote por el cardenal Kim Sou-hwan, el 8 de diciembre de 1973 para la diócesis de Seúl . Yeom Soo-jung, pasó a obtener una Maestría en Educación en Consejería Psicología por la Universidad de Corea. También ha estudiado en el East Asian Institute Pastoral en las Filipinas.
Después de su ordenación, se desempeñó como vicario pastoral de 1971 a 1973, y luego como presidente del Seminario Menor, Songshin High School, desde 1973 a 1977, y luego se desempeñó como pastor desde 1977 hasta 1978. Desde 1987 hasta 1992, fue el Rector del Seminario Mayor, a partir de entonces fue nombrado canciller de la curia diocesana sirviendo en ese puesto hasta 1998.
Después de que el futuro arzobispo dejó su cargo de canciller, fue nombrado como vicario foráneo de la Archidiócesis de Seúl, y al mismo tiempo, como pastor, sirviendo en estos dos papeles hasta 2001. También se desempeñó como miembro del Concejo Presbiteral.

## Episcopado

### Obispo auxiliar de Seúl
El 1 de diciembre de 2001, se anunció que el santo Papa Juan Pablo II lo había nombrado, a la edad de 58 años, como obispo auxiliar de Seúl y al mismo tiempo, Obispo titular de Thibiuca. Fue ordenado obispo el 25 de enero de 2002. Después de su ordenación episcopal, se convirtió en el vicario general de la archidiócesis de Seúl. 

### Arzobispo de Seúl
El 10 de mayo de 2012, el Papa Benedicto XVI lo nombró Arzobispo metropolitano de la Arquidiócesis de Seúl. Sucedió a su antiguo superior, el cardenal Nicholas Cheong Jinsuk, que había superado la edad de jubilación canónica después de ofrecer su renuncia en 2006. Debido a que la Archidiócesis de Seúl es la diócesis más importante de las dos Coreas y ha sido dirigida por un cardenal en el pasado, es probable que, desde que su predecesor está sobre la edad de votación de un cónclave papal, será nombrado cardenal en sí mismo un Consistorio en un futuro próximo.
Él se instaló y tomó posesión de la sede el 25 de junio. En la ceremonia de instalación le dijo: "Tenemos que mantener la dignidad de la vida humana en una sociedad que se toma la vida a la ligera. La iglesia va a luchar por eso ", dijo el arzobispo Yeom durante la misa inaugural. La Archidiócesis de Seúl celebrará la ceremonia de inauguración del nuevo arzobispo en el 62 aniversario del estallido de la Guerra de Corea para orar por la unificación de las dos Coreas. La misa inaugural contó con la presencia del cardenal Cheong, el ministro de Cultura, Choe Kwang-shik, el nuncio de la Santa Sede Mons. Osvaldo Padilla, los líderes políticos como el exlíder de la oposición Sohn Hak-kyu, el representante Kang Ki-gap y Gyeonggi Gobernador Kim Moon-soo.
El Papa Francisco en el Consistorio del 22 de febrero de 2014, lo nombró  Cardenal Presbítero de San Crisógono.
Según las estadísticas, al 31 de diciembre de 2011, de las 15 diócesis y un ordenado militar en Corea, la Archidiócesis de Seúl es la más poblada, con 27% del total de católicos en Corea. El número de católicos en Corea es 5.309.964, con un incremento del 2% (104.375) a partir de 2011. Los católicos representan el 10,3% de la población total. El número total de católicos en Corea ha aumentado ligera y consistentemente en un promedio anual de 2,3% durante los últimos 10 años. Se ha superado la barrera del 10% de la población total desde 2009. Según las estadísticas, el número de nuevos bautizados en 2011 fue de 134.562, con un descenso del 4,3% respecto al año anterior. Por sexos, los hombres recién bautizados representaban 73.228 y las mujeres recién bautizadas representaban 61.334. El número de niños bautizados ascendió a 25.717, con un incremento del 7,5% respecto al año anterior.
El 28 de mayo de 2019 fue confirmado como miembro de la Congregación para el Clero usque ad octogesimum annum.
El 13 de octubre de 2020 fue confirmado como miembro de la Congregación para la Evangelización de los Pueblos usque ad octogesimum annum.

### Arzobispo emérito de Seúl
El 8 de diciembre de 2021 le entregó su cargo al hasta entonces obispo auxiliar de Seúl, monseñor Peter Chung Soon-taick.
En 2023, cumplirá 80 años, con lo cual perderá su participación en cualquier eventual cónclave.

## Escudo de armas
El escudo de armas del arzobispo Yeom cuenta con el tradicional sombrero rojo, o el galero , sustituye al verde con sus 10 borlas colgando en dos formaciones de cuatro niveles de cada lado. Debajo del Sombrero Verde es el crucifijo simboliza el Santos Mártires de Corea que fueron víctimas de la persecución religiosa contra la Iglesia Católica durante la Dinastía Joseon en el siglo XIX.
El escudo es un símbolo de la salvación de Dios, y los tres colores del arco iris: morado (amor), azul (esperanza) y verde (fe). El heraldo de una nueva vida, paloma, símbolo de la paz como un mensajero llegó en el pasado, y vendrá en el presente y el futuro, y el espíritu del Señor trae a la presencia entre nosotros hasta hoy, y reveló que simboliza el Espíritu Santo . La estrella grande en el centro, representa a la Santísima Virgen María como ella protege a las dos estrellas que brillan abajo que simboliza la reunificación pacífica de la República Popular Democrática de Corea y la República de Corea. Una cruz ancla y las dos letras griegas "A" (Alpha) y "Ω" (Omega) que todas las esperanzas y aspiraciones del pueblo coreano estará en el plan de Dios. El fondo de color azul, simboliza la paz Amarillo y Rojo, compartir y Sacrificio.
Lema latino Arzobispo Yeom está tomado del Libro de Apocalipsis 22:20, Amén. Veni, Domine Jesu! Que significa "Amén. ¡Ven, Señor Jesús!"